# Einlagensicherung
Einlagensicherung (seltener Guthabensicherung) ist im Bankwesen der Gläubigerschutz durch gesetzliche und freiwillige Maßnahmen, der in einer Bankenkrise die Gläubiger von Kreditinstituten vor dem Verlust ihrer Bankguthaben bewahren soll.

## Allgemeines
Eine Einlagensicherung dient dazu, die Ersparnisse und Vermögensanlagen breiter Bevölkerungsschichten zu schützen. Diese sichert die Funktionsfähigkeit des Kreditwesens, weil sie im Falle einer Insolvenz einer Bank einen Bankansturm verhindern kann.
Wie jede Geldanlage sind auch Bankeinlagen mit einem Ausfallrisiko verbunden, also dem Risiko, dass die Bank die Geldanlage nicht zurückzahlen kann. Die Instrumente der Einlagensicherung reduzieren dieses Risiko, können es aber nicht vollständig verhindern. Das Ausfallrisiko bei einer Garantie der Einlagen entspricht im Bedarfsfall der Höhe des Ausfallrisikos des Garanten. Mit der Einrichtung von Einlagensicherungssystemen soll insbesondere dem Risiko eines Bankansturms vorgebeugt werden.
Weltweit wird die Aufgabe der Einlagensicherung nicht von den betroffenen Kreditinstituten selbst übernommen, sondern ist in rechtlich/wirtschaftlich unabhängige Versicherungen (beispielsweise USA) oder spezifische Einlagensicherungsfonds (EU-Mitgliedstaaten) ausgelagert. Deren Vermögen ist deshalb von einer Bankenkrise nicht betroffen.

## Geschichte
Erst Bankenkrisen, Finanzkrisen oder Wirtschaftskrisen haben zur Diskussion über eine Einlagensicherung beigetragen. Eine institutsübergreifende Einlagensicherung blieb bis ins frühe 20. Jahrhundert unbekannt. Die erste Einlagensicherung gab es ab Mai 1933 in den USA, als die Federal Deposit Insurance Corporation (FDIC) zunächst Bankguthaben bis zu 2.500 US-Dollar als Versicherung absicherte. Bei der FDIC handelt es sich um eine Pflichtversicherung, der alle Mitglieder des Federal Reserve Systems angeschlossen sind. Ihrer Gründung ging die Weltwirtschaftskrise vom Oktober 1929 voraus.
Die Deutsche Bankenkrise vom Juni 1931 trug wiederum dazu bei, dass 1934 die genossenschaftlichen Volks- und Raiffeisenbanken mit dem „Kreditgenossenschaftlichen Garantiefonds“ ein Sicherungssystem einführten, das zu einer Pflichtmitgliedschaft der Kreditgenossenschaften in diesem Einlagensicherungsfonds führte. Es folgte 1959 der Bayerische Bankenfonds für Privatbanken. Der Bundesrat empfahl im März 1961, Vorschriften über eine Einlagensicherung in das im Januar 1962 in Kraft tretende Kreditwesengesetz (KWG) aufzunehmen, was jedoch nicht geschah. Der „Gemeinschaftsfonds des privaten Bankgewerbes“ wurde im Mai 1966 innerhalb des Bundesverbandes des privaten Bankgewerbes gegründet. Im November 1968 kündigte die Bundesregierung an, dass sie dem Bundestag ein Gesetz zur Einführung einer umfassenden Einlagensicherung vorlegen werde, wenn es nicht gelinge, „auf freiwilliger Basis das bisherige System der verschiedenartigen Anstrengungen einzelner Gruppen in seiner Wirkung zu verbessern und auf eine für den Wettbewerb kostenneutrale Grundlage zu stellen“. Diese Bundestagsdrucksache befasste sich ab Seite 138 sehr ausführlich mit den Gründen und Notwendigkeiten einer Einlagensicherung.
Als im Juni 1974 die Herstatt-Bank in die Insolvenz geriet, verfügte der Bundesverband deutscher Banken über einen Einlagensicherungsfonds („Feuerwehrfonds“) mit 20.000 DM Deckungssumme. Die bisherigen Bemühungen der Bankenverbände geschahen auf freiwilliger Grundlage. Im Dezember 1985 begann dann die Europäische Union mittels der OGAW-Richtlinie mit einem gesetzlichen Sicherungssystem, das jedoch lediglich die Deckung von Pfandbriefen betraf. Im Jahre 1986 empfahl die damalige EWG-Kommission eine gesetzliche Verpflichtung der Banken zur Teilnahme an Sicherungssystemen (englisch Deposit guarantee schemes). Die erste Einlagensicherungs-Richtlinie 94/19/EG kam im Mai 1994 heraus. Seit August 1998 ist das Einlagensicherungs- und Anlegerentschädigungsgesetz in allen EU-Mitgliedstaaten in Kraft, das die Einlagensicherung der EU-Mitgliedstaaten auf eine homogene Grundlage stellte. Seit Mai 2015 gilt an dessen Stelle das Einlagensicherungsgesetz (EinSiG), das den Entschädigungsfall (§ 5 Abs. 1 EinSiG und § 10 EinSiG) regelt, nicht entschädigungsfähige Einlagen (§ 6 EinSiG) aufzählt sowie die Deckungssumme auf 100.000 Euro pro Anleger und pro Kreditinstitut festlegt (§ 8 EinSiG).

## Ebenen der Einlagensicherung
Maßnahmen zur Einlagensicherung werden auf verschiedenen Ebenen getroffen:
- Eigenkapitalvorschriften
- gegenseitige Haftung innerhalb von Bankengruppen
- gesetzliche Einlagensicherung (in Deutschland: Einlagensicherungs- und Anlegerentschädigungsgesetz)
- freiwillige Einlagensicherung durch Einlagensicherungsfonds (so genannte „Feuerwehrfonds“)

### Eigenkapitalvorschriften
Die elementare Schutzmaßnahme der Einlagen der Kunden ist die Vermeidung der Insolvenz der Bank. Dazu dienen eine Reihe von Vorschriften des Kreditwesengesetzes, darüber hinaus insbesondere die Eigenkapitalvorschriften der EU-weit gültigen Kapitaladäquanzverordnung. Durch diese Regeln soll sichergestellt werden, dass im Fall von Problemen der Bank noch ein ausreichendes Vermögen vorhanden ist, um die Einlagen der Kunden auszuzahlen.
Trotz dieser Vorschriften ist eine Insolvenz von Kreditinstituten nicht auszuschließen. Dann greift die nächste Stufe:

### Haftung in der Bankengruppe
Häufig sind Banken Teil von Konzernen oder Bankengruppen, in denen formelle (d. h. rechtlich verbindliche) oder informelle (d. h. freiwillige) gegenseitige Haftungsregelungen bestehen.
Rechtlich verbindliche Haftungsregeln bestehen oft zwischen Mutter- und Tochtergesellschaften (Patronatserklärung). Bei der Sparkassengruppe oder innerhalb der Gruppe der Genossenschaftsbanken besteht die so genannte Institutssicherung. Geschützt sind nicht nur die Einlagen, sondern der Bestand des Instituts mit der Folge, dass auch Schuldverschreibungen von Genossenschaftsbanken und öffentlich-rechtlichen Sparkassen voll gesichert sind.

### Gesetzliche Einlagensicherung
In allen entwickelten Ländern bestehen gesetzliche Regelungen bezüglich der Einlagensicherungen. In der EU sind die Mindestanforderungen durch die EG-Richtlinien 94/19/EG und 97/9/EG vorgeschrieben. Diese wurden in Deutschland durch das Einlagensicherungs- und Anlegerentschädigungsgesetz (inzwischen durch das Einlagensicherungsgesetz ersetzt) umgesetzt. Seit Dezember 2010 sind 100 % der Einlagen bis maximal 100.000 Euro pro Person geschützt (bei Gemeinschaftskonten also 100 % von 2× 100.000 Euro) und zusätzlich 90 % der Verbindlichkeiten aus Wertpapiergeschäften bis zu einem Gegenwert von 20.000 Euro (§ 2 Abs. 3 EinSiG). Der Schutz betrifft CRR-Kreditinstitute und Filialen von Auslandsbanken (§ 1 EinSiG).
Die Regierungen von Irland, Griechenland und Deutschland hatten im September und Oktober 2008 angekündigt, im Zuge der Turbulenzen der Finanzkrise für Einlagen unbegrenzt zu garantieren.
In Irland galt diese als „Credit Institutions (Financial Support) Scheme“ bezeichnete unbegrenzte Garantie für sieben große Banken und bis zu 29. September 2010; hinzu kam die „Credit Institutions (Eligible Liabilities Guarantee)“, die für bestimmte Einlagenarten bei bestimmten Banken noch bis zum Juni 2012 haftete (Stand Dezember 2011).
In Österreich wurde zum 1. Oktober 2008 im Ministerrat die unbegrenzte Einlagensicherung analog zum deutschen Vorgehen beschlossen, nachdem sich die EU-Finanzminister auf eine EU-weite Erhöhung der Einlagensicherung von 20.000 Euro auf 50.000 Euro geeinigt hatten.
Mit dem 31. Dezember 2009 lief diese unbegrenzte Einlagensicherung aus. Seit 1. Januar 2010 sind Einlagen natürlicher Personen bis zu einem Höchstbetrag von 100.000 Euro gesichert; für Personengesellschaften und kleine Kapitalgesellschaften bis zu 50.000 Euro. Ab 2019 wird die Einlagensicherung in Österreich gesetzlich neu geregelt und alle bisherigen Sicherungseinrichtungen durch eine gemeinsame, österreichweite Sicherungseinrichtung der Wirtschaftskammer Österreich betrieben. Die derzeit gültige Auszahlungsfrist von 20 Tagen wird in diesem Zug bis 2024 auf sieben Tage gekürzt. In Deutschland handelt es sich um eine politische Absichtserklärung der Regierung, eine gesetzliche Umsetzung war erst nicht geplant. Nach einem späteren Beschluss auf Ebene der EU-Finanzminister sind aber seit 30. Juni 2009 bis zu 50.000 Euro rechtlich einklagbar garantiert. Die bisherige Verlustbeteiligung der Einleger in Höhe von 10 % ihrer Einlagen fällt damit weg. Seit dem 31. Dezember 2010 sind es sogar 100.000 Euro, die dann zu 100 % gesetzlich abgesichert sind.
Großbritannien hebt den Höchstbetrag von 35.000 auf 50.000 GBP an (Einlagen (Bankguthaben): 85.000 GBP). In Schweden wurde die gesetzliche Einlagensicherung zum Januar 2011 nach dem Beispiel der EU auf 100.000 Euro erhöht – gleichzeitig plante das Land, Filialen ausländischer Banken einzubeziehen, falls die Einlagensicherung im Heimatland dieser Banken nicht entsprechend ausgestaltet sein sollte.

### Freiwillige Einlagensicherung der Banken
Über diese gesetzlichen Mindestanforderungen hinaus bieten Banken in vielen Ländern weitere Sicherungen an. In Deutschland sind das die Einlagensicherungsfonds der jeweiligen Bankenverbände, die weit über die gesetzlichen Anforderungen hinaus die Einlagen der Kunden schützen. Dabei bemisst sich der Beitragssatz für den Fonds für die öffentlich-rechtlichen Sparkassen an aufsichtsrechtlichen Risikogrößen, während die private Einlagensicherung das Risiko über einen Ratingansatz einfließen lässt. Die risikobasierte Beitragsermittlung kann sowohl quantitative als auch qualitative Risikoindikatoren bzw. eine Mischung aus beiden umfassen. Die US-amerikanische Federal Deposit Insurance Corporation (FDIC) führte 1993 als erstes Sicherungssystem ein derartiges risikobasiertes Beitragssystem ein. 1996 folgte die freiwillige Einlagensicherung der privaten Banken in Deutschland und 1999 die Canada Deposit Insurance Corporation (CDIC). Die freiwillige Einlagensicherung berücksichtigt den Sockelbetrag der gesetzlichen Einlagensicherung. Leistet die gesetzliche Einlagensicherung nicht, so wird dieser Betrag auch nicht von der Einlagensicherung der Banken ersetzt. Auch Töchter ausländischer Banken in Deutschland schließen sich meist der deutschen Einlagensicherung an.

## Gesetzliche Einlagensicherung im internationalen Vergleich

### Österreich
In Österreich wurde die Richtlinie 2014/49/EU des Europäischen Parlaments und des Rates vom 16. April 2014 über Einlagensicherungssysteme mit dem Bundesgesetz über die Einlagensicherung und Anlegerentschädigung bei Kreditinstituten (Einlagensicherungs- und Anlegerentschädigungsgesetz – ESAEG) vom 14. August 2015 umgesetzt.
Die Einlagensicherung und Anlegerentschädigung wird in Österreich von 3 Sicherungseinrichtungen durchgeführt:
- Die Einlagensicherung AUSTRIA GesmbH (ESA) ist die einheitliche Sicherungseinrichtung gemäß § 1 Abs. 2 Einlagensicherungs- und Anlegerentschädigungsgesetz (ESAEG). Alle Kreditinstitute mit Sitz in Österreich müssen bei sonstigem Verlust ihrer Konzession zur Durchführung des Einlagengeschäfts Mitglied der ESA sein. Zum 7. April 2025 hat die ESA 78 Mitgliedsinstitute.

Die ESA ist Mitglied des Europäischen Forums der Einlagensicherungen mit Sitz in Brüssel (European Forum of Deposit Insurers (EFDI)) und der Internationalen Vereinigung der Einlagensicherer mit Sitz in Basel (International Association of Deposit Insurers (IADI)).
- Die Sparkassen-Haftungs GmbH ist ein von der Finanzmarktaufsicht als Einlagensicherungs- und Anlegerentschädigungssystem anerkanntes institutsbezogenes Sicherungssystem für die dem österreichischen Sparkassensektor angehörigen Banken, also die Sparkassen und die Erste Bank der oesterreichischen Sparkassen AG sowie die Erste Group Bank AG.

Die Sparkassen sind somit nicht Mitglied der ESA (Ausnahme: Erste Asset Management GmbH und Bausparkasse der österreichischen Sparkassen AG).
- Die Österreichische Raiffeisen-Sicherungseinrichtung eGen

Zusätzlich zur gesetzlichen Einlagensicherung bestehen bei einigen Banken auf vertraglicher Basis sogenannte institutsbezogene Sicherungssysteme (Institutional Protection Systems (IPS)), bei denen sich die teilnehmenden Institute gegenseitige finanzielle Unterstützung zusichern. Solche Systeme bestehen beispielsweise bei den Raiffeisenbanken und den Volksbanken.
Bis zum 31. Dezember 2018 war die Einlagensicherung und Anlegerentschädigung in Österreich sektoral organisiert, jeder Sektor gemäß Fachverbandsordnung der WKO hatte seine eigene Sicherungseinrichtung:
- Fachverband (FV) der Banken & Bankiers:
Einlagensicherung der Banken & Bankiers
- FV der Landes-Hypothekenbanken:
Hypo-Haftungs-Gesellschaft mbH
- FV der Raiffeisenbanken:
Österreichische Raiffeisen-Einlagensicherung eGen
- FV der Sparkassen:
Sparkassen-Haftungs AG
- FV der Volksbanken:
Volksbank Einlagensicherung eG

Aktiv geworden ist die Einlagensicherung der Banken & Bankiers bereits bei den Insolvenzen der BHI im Jahr 1995, Diskont Bank und der Riegerbank im Jahr 1998, sowie der Trigonbank im Jahr 2001. Für diese vier Fälle musste die Einlagensicherung einen Betrag von insgesamt 140 Millionen Euro aufbringen.
Seit 1. Januar 2010 beträgt der durch die Einlagensicherung gedeckte Höchstbetrag 100.000 Euro pro Person und Bank.

### Schweiz
In der Schweiz sind seit Dezember 2008 Einlagen bis 100.000 Schweizer Franken (ca. 100.000 Euro) pro Einleger und Bank geschützt. Es besteht jedoch im Gegensatz zu den EU-Ländern keine gesetzliche Einlagensicherung durch eine staatliche Instanz. Dabei gibt es vier Besonderheiten des Schweizer Systems: Für den Schutz durch die Organisation esisuisse besteht eine relativ tiefe Obergrenze der verfügbar zu machenden Summe, diese Summe ist nicht vollständig vorfinanziert. Die gesicherten Einlagen sind jedoch zusätzlich konkursrechtlich privilegiert und müssen mit 125 % in der Schweiz gelegenen Aktiven abgesichert sein. Daneben stehen ab 2024 rund 8 Milliarden Franken an Liquidität zur Verfügung, um die Geschwindigkeit der Auszahlung zu erhöhen. Bei gesicherten Guthaben von 504 Milliarden Franken per Ende 2022 entspricht dies nur 1,6 Prozent. Bei elf Schweizer Geschäftsbanken lagen 2022 die gesicherten Einlagen über diesem Limit. Diese Liquidität garantiert der Verein esisuisse, welche keine staatliche Institution ist, sondern in der Rechtsform eines Vereins 2005 gegründet wurde, um durch Selbstregulierung der Branche eine Einlagensicherung zu gewährleisten.
Von den 24 Kantonalbanken besitzen 21 (Stand: Juli 2015) die volle Staatsgarantie (Staat = Kanton). Die Kantonalbanken Banque Cantonale Vaudoise, Berner Kantonalbank wie auch die Banque Cantonale de Genève besitzen keine Staatsgarantie mehr.
Nach Kritik des Internationalen Währungsfonds und des Financial Stability Boards hat der Schweizer Bundesrat einen Vorschlag für Verbesserungen gutgeheissen. Banken müssen mindestens die Hälfte ihrer Garantieverpflichtungen als Pfand absichern. Das Maximum der versicherten Gesamtsumme beträgt anstelle von 6 Milliarden Franken 1,6 % aller versicherten Einlagen. Zudem wird die Auszahlungsfrist auf sieben Arbeitstage verkürzt. Die Sicherstellung mittels Bucheffekten, Sichtguthaben bei der SNB oder einem Darlehen gegenüber esisuisse erfolgte 2023.
Die Schweiz kennt keine betragliche Obergrenze bei der Einlagensicherung. Bei der Insolvenz einer Bank werden zuerst die Mittel der Bank selbst verwendet. Die Auszahlung erfolgt aus der Konkursmasse. Somit finanzieren wirtschaftlich die Gläubiger der dritten Konkursklasse die Auszahlung der gesicherten Einlagen, die in der zweiten Konkursklasse sind. Damit in der Konkursmasse genügend Mittel vorhanden sind, müssen alle gesicherten Einlagen mit 125 % inländischen Aktiven gedeckt sein (125 %-Regel). Daneben kann esisuisse je nach Bedarf des Liquidators Liquidität bis zu 8 Milliarden Franken zur Verfügung stellen. Welche inländischen Aktiven von der Bank ständig gehalten werden müssen, legt die FINMA im Rundschreiben zum Aufsichtsreporting fest. Die Schweizer Einlagensicherung entspricht somit nicht der Einlagensicherung im Euroraum und derjenigen der Federal Deposit Insurance Corporation (FDIC) in den USA.
Nach der durch massive Interventionen abgewendeten erzwungenen Abwicklung der Credit Suisse als zweitgrößter Schweizer Bank stellen sich Fragen bezüglich der Wirksamkeit der heute gültigen Einlagensicherung. Nach Ansicht eines Wirtschaftshistorikers taugt das bisherige Einlagensicherungssystem nur für den Fall des Konkurses einer kleineren Bank. Er schlägt alternativ langfristig eine Einlagensicherung nach dem Muster der FDIC vor, welche nach dem Prinzip einer echten Versicherung funktioniert und Prämienzahlungen der angeschlossenen Banken in einem Fonds akkumuliert. Die Ansicht von Paul Huber lässt jedoch ein Kernelement des Schweizer Einlegerschutzes ausser Acht (125 %-Regel), weshalb die Ansicht auf Kritik gestoßen ist. Reto Schiltknecht als ehemaliger Kadermann der FINMA ist in Kenntnis der beschränkten Garantie von esisuisse und der zusätzlichen 125 %-Regel der Auffassung, dass bei einem Konkurs der Credit Suisse die Schweizer Einlagensicherung überfordert gewesen wäre. Gemäß Bericht der Expertengruppe «Bankenstabilität», der im Auftrag des Eidgenössischen Finanzdepartements EFD erstellt worden ist, gibt es allerdings keine Anzeichen, dass eine stärkere Einlagensicherung die Situation der Credit Suisse bzw. deren Kunden merklich verbessert hätte. Der «bank run» fand im Private Banking statt und betraf weitgehend ungesicherte Einlagen und verwaltetes Vermögen sehr vermögender Kunden. Es ist nicht plausibel anzunehmen, dass eine stärkere Einlagensicherung zu einem anderen Verhalten dieser Kunden geführt hätte. Allerdings empfiehlt auch diese Expertengruppe eine weitere Stärkung der bisherigen Einlagensicherung unter Berücksichtigung der internationalen Entwicklungen in diesem Bereich. Auch nachdem die Credit Suisse dank der Übernahme durch UBS nicht zu einem Testfall für die Wirksamkeit der Einlagensicherung geworden ist, kommt Autor Thomas Fuster in Kenntnis aller Aspekte zur Folgerung, dass die bestehende Einlagensicherung für den Konkurs kleinerer Banken gedacht ist und bei Großbanken überfordert wäre.

### Deutschland
Die Einlagensicherung in Deutschland besteht aus zwei Säulen:
Gesetzliche Einlagensicherung: geregelt über Einlagensicherungs- und Anlegerentschädigungsgesetz; Mindestschutz nach den Vorgaben der EU
- Entschädigungseinrichtung deutscher Banken GmbH (EdB)
- Entschädigungseinrichtung des Bundesverbandes Öffentlicher Banken Deutschlands GmbH (EdÖ) (bis 1. Oktober 2021)

Freiwillige Einlagensicherungssysteme: Schutz über die gesetzliche Mindestvorgabe hinaus
- Einlagensicherungsfonds des Bundesverbandes Deutscher Banken
- Einlagensicherungsfonds des Bundesverbandes Öffentlicher Banken Deutschlands e. V. (ESF)

Zwei Bankengruppen haben eigene Systeme, die Mitgliedsunternehmen schützen, so genannte Verbundinterne Sicherungssysteme:
- Sicherungseinrichtung des Bundesverbandes der Volksbanken und Raiffeisenbanken
- Haftungsverbund der Sparkassen-Finanzgruppe

Diese beiden Systeme sind per Gesetz als gleichwertig zu der gesetzlichen Einlagensicherung anerkannt, beide Bankengruppen sind deshalb von der Einlagensicherungspflicht ausgenommen.
Zum 1. Juli 2009 wurde die deutsche Einlagensicherung von 20.000 Euro auf 50.000 Euro erhöht. Zum 31. Dezember 2010 erhöhte sich der Betrag auf 100.000 Euro. Mit dem Gesetz wird zudem die Frist für Auszahlungen auf höchstens 30 Tage begrenzt und die Verlustbeteiligung für Einleger in Höhe von 10 % abgeschafft.

### Europäische Union

#### EU-Richtlinie
Mit der Richtlinie 2014/49/EU des Europäischen Parlaments und des Rates vom 16. April 2014 über Einlagensicherungssysteme wurde die Einlagensicherung grundlegend neu strukturiert. Die Richtlinie sieht eine harmonisierte Deckungssumme von 100.000,-- Euro pro identifizierbarem Einleger vor, eine schrittweise Verkürzung der Erstattungsfrist auf 7 Tage ab spätestens 2024 sowie umfassende Informationspflichten der Banken gegenüber den Einlegern. Unter bestimmten Umständen können auch Einlagen über 100.000,-- Euro gesichert sein (Temporary High Balances; z. B. Einlagen, die aus Immobilientransaktionen im Zusammenhang mit privat genutzten Wohnimmobilien resultieren und die innerhalb eines bestimmten Zeitraums vor Eintritt des Sicherungsfalls entstanden sind). Um zu gewährleisten, dass die Einleger in allen Mitgliedstaaten ein vergleichbar hohes Schutzniveau genießen, ist jedes Einlagensicherungssystem verpflichtet, bis Juli 2024 einen Einlagensicherungsfonds mit einer Ex-ante-Zielausstattung in Höhe von 0,8 % der gedeckten Einlagen seiner Mitgliedsinstitute aufzubauen. Die Finanzierung erfolgt durch risikogewichtete regelmäßige Beiträge der Mitgliedsinstitute.

#### Zusätzliche Absicherung in den EU-Staaten
Die einzelnen Staaten der Europäischen Union haben die EG-Richtlinie unterschiedlich umgesetzt. Bei Niederlassungen von Banken in anderen Staaten gelten die folgenden Grenzen des Landes, in dem sich der Hauptsitz befindet.
Regelungen:
| Staat        | Geschützter Anteil der Einlage | Höchstbetrag der Entschädigung pro Person pro Bank | Stand         |
| ------------ | ------------------------------ | -------------------------------------------------- | ------------- |
| Belgien      | 100 %                          | 100.000 Euro                                       | Februar 2010  |
| Bulgarien    | 100 %                          | 100.000 Euro                                       | Januar 2011   |
| Dänemark     | 100 %                          | 100.000 Euro                                       | Oktober 2010  |
| Deutschland  | 100 %                          | 100.000 Euro                                       | Januar 2011   |
| Estland      | 100 %                          | 100.000 Euro                                       | Januar 2011   |
| Finnland     | 100 %                          | 100.000 Euro                                       | Januar 2011   |
| Frankreich   | 100 %                          | 100.000 Euro                                       | Januar 2011   |
| Griechenland | 100 %                          | 100.000 Euro                                       | November 2008 |
| Irland       | 100 %                          | 100.000 Euro                                       | Dezember 2010 |
| Italien      | 100 %                          | 100.000 Euro                                       | Mai 2011      |
| Kroatien     | 100 %                          | 100.000 Euro                                       |               |
| Lettland     | 100 %                          | 100.000 Euro                                       | Januar 2011   |
| Litauen      | 100 %                          | 100.000 Euro                                       | Juni 2002     |
| Luxemburg    | 100 %                          | 100.000 Euro                                       | Januar 2010   |
| Malta        | 100 %                          | 100.000 Euro                                       | Mai 2011      |
| Niederlande  | 100 %                          | 100.000 Euro                                       | Januar 2010   |
| Österreich   | 100 %                          | 100.000 Euro                                       | Januar 2011   |
| Polen        | 100 %                          | 100.000 Euro                                       | Januar 2011   |
| Portugal     | 100 %                          | 100.000 Euro                                       | Oktober 2010  |
| Rumänien     | 100 %                          | 100.000 Euro                                       | Januar 2011   |
| Schweden     | 100 %                          | 100.000 Euro                                       | Januar 2011   |
| Slowakei     | 100 %                          | 100.000 Euro                                       | Januar 2011   |
| Slowenien    | 100 %                          | 100.000 Euro                                       | Januar 2011   |
| Spanien      | 100 %                          | 100.000 Euro                                       | Oktober 2010  |
| Tschechien   | 100 %                          | 100.000 Euro                                       | Januar 2011   |
| Ungarn       | 100 %                          | 100.000 Euro                                       | Januar 2011   |
| Zypern       |                                |                                                    |               |

### Welt
Auch außerhalb der Europäischen Union bestehen oftmals vergleichbare Regelungen. Die genauen Bedingungen sind je nach nationaler Rechtsordnung unterschiedlich.
| Staat                  | Höchstbetrag der Entschädigung |
| ---------------------- | --- |
| Island                 | 20.887 Euro |
| Japan                  | 10 Millionen JPY (ca. 77.000 Euro) |
| Kanada                 | 100.000 CAD (ca. 76.000 Euro). |
| Norwegen               | 2 Millionen NOK (ca. 236.000 Euro) |
| Russland               | 1.400.000 RUB (ca. 18.500 Euro) |
| Schweiz                | 100.000 CHF (ca. 100.000 Euro), Deckung durch 125 % Aktiven im Inland und zusätzlich max. CHF 8 Milliarden Liquidität durch esisuisse |
| Vereinigtes Königreich | 85.000 GBP (ca. 100.000 Euro) |
| Vereinigte Staaten     | 250.000 USD (ca. 231.000 Euro) |

In Kanada waren die von Geschäftsbanken bis 1942 ausgegebenen Banknoten, welche nicht gesetzliche Zahlungsmittel waren, seit 1890 durch einen Fonds garantiert, in den die Institute verzinst ein Zwanzigstel ihrer autorisierten Menge einzuzahlen hatten.
Im Vereinigten Königreich ist für die Sicherung der Kundeneinlagen das Financial Services Compensations Scheme (FSCS) zuständig. Bis zum 1. Oktober 2007 lag der Maximalbetrag bei 31.700 GBP (100 % der ersten 2.000 Pfund sowie 90 % von weiteren 33.000 Pfund). Vom 1. Oktober 2007 bis zum 6. Oktober 2008 galt eine Regelung von 100 % bis zu maximal 35.000 Pfund. Seit dem 7. Oktober 2008 sind es 100 % für die ersten 50.000 britischen Pfund bzw. 50.000 Euro je Person und Unternehmen. Seit dem 31. Dezember 2010 gilt eine neue Obergrenze entsprechend der aktuellen EU-Richtlinien in Höhe von 75.000 Pfund (ca. 88.000 Euro, Stand: Dezember 2016). Alle Unternehmen, die der britischen Bankenaufsicht Financial Services Authority (FSA) unterliegen, müssen Beiträge zur Finanzierung der FSCS zahlen.
In den USA sind Anleger aufgrund des Glass-Steagall Acts von 1933 bis zu 100.000 $ geschützt. Sicherungsgeber ist die Federal Deposit Insurance Corporation (FDIC). Im Rahmen der Finanzkrise ab 2007 war die Einlagensicherung – zeitlich begrenzt bis zum 31. Dezember 2009 – auf bis zu 250.000 $ erweitert worden. Im Rahmen des Dodd–Frank Wall Street Reform and Consumer Protection Acts wurde die Einlagensicherung dauerhaft auf 250.000 $ erhöht.

## Zweck
Ohne Einlagensicherung würde im Falle einer Bankenkrise schlimmstenfalls ein Bankansturm ausgelöst, der zu massiven Barauszahlungen führt, die ein Kreditinstitut schnell zur Zahlungsunfähigkeit bringen würden. Das löst ein Wettrennen der Anleger um die Kassenbestände bei Banken aus, das den Verlierern den Verlust ihrer Geldanlage bedeuten kann. Eine einlegerschützende Einlagensicherung gibt dem Einleger die Gewissheit, dass seine Bankguthaben im Zweifel zwar nicht durch die betroffene Bank, aber durch die einlegerschützenden Institutionen gesichert sind. Deshalb verschafft das EinSiG gemäß § 5 Abs. 1 EinSiG dem Einleger im Entschädigungsfall einen Rechtsanspruch auf Entschädigung. Das Gesetz schützt gemäß § 8 Abs. 1 EinSiG
- 100 % der Einlagen, maximal den Gegenwert von 100.000 Euro (Deckungssumme) sowie
- 90 % der Verbindlichkeiten aus Wertpapiergeschäften, maximal den Gegenwert von 20.000 Euro

pro Kunde und Institut.
Die Einlagensicherung ist Teil der Bankenregulierung, denn sie verlangt von Kreditinstituten die Gründung und Führung von Versicherungen (FDIC in den USA) oder Fonds (in den EU-Mitgliedstaaten), die von der Bankenaufsicht überwacht werden.
In der Schweiz besteht der Zweck der Einlagensicherung in erster Linie im Sozialschutz der breiten Bevölkerung. Schon vor Erlass des Bankengesetzes von 1934 und der Einführung des Konkursprivilegs für Spareinlagen bis 3.000 Franken, sahen praktisch alle Kantone einen Schutz von Spareinlagen im Konkurs der Bank vor.